# 陳樹菊
陳樹菊（チェン・シューチュー、1951年 - ）は、台湾の慈善家。

## 経歴

### 生い立ち
1951年、台湾雲林県西螺鎮で生まれる。
7歳の時、家族で台東県に移り住む。台東県台東鎮仁愛国民小学卒業。
その後、母親と死別し、7人家族を養うために学校を中退し、台東中央市場にある父親の八百屋で働き始めた。

### 慈善活動への経緯
1969年、弟が重い病気にかかり、治療は１年以上続いたため、生活は苦しくる。その後、地元の小学校の教師が募金活動を開始したが、間もなくして亡くなる。
家族へのこのような親切な行為を経験して、将来、貧しい人たちに役立つことを何かしよう決心する。

## 慈善活動

### 個人財産の寄付
2005年母校に図書館を建設するために450万台湾ドル(約1千8百万円)、地元の孤児院に100万台湾ドル(約4百万円円)などを寄付した。
質素な生活とわずかな収入にもかかわらず、さまざまな理念に対して1,000万台湾ドル(約4,000万円)近くの額を寄付することができた。その内訳は、子供の基金に 32,000万台湾ドル(約128,000万円)、さらにこの孤児院の3人の子供たちを経済的に支えている。その活動により、2010年にタイムの「100人のヒーローたち」に選ばれ、フォーブズ・アジア誌の「48人の慈善活動の英雄」の一人にも選ばれた。現在、教育、食育と健康管理で貧困者を援助する基金の設立を計画している。